# Coiot (mitologia)

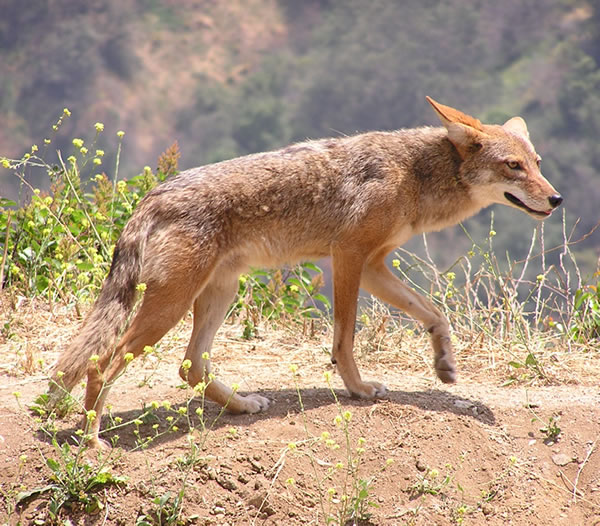
El coiot, animal en el que es basa el personatge mitològic homònim.

Coiot és un personatge mitològic comú en moltes cultures nadiues d'Amèrica del Nord basat en l'animal del mateix nom (Canis latrans). Aquest personatge normalment és mascle i generalment antropomorf encara que pot tenir alguns trets característics del coiot com ara pèl, orelles punxegudes, ulls grocs, cua i arpes. Els mites i llegendes que inclouen a Coiot varien àmpliament de cultura a cultura.

## El coiot a la mitologia
El coiot freqüentment juga el paper d'estafador o mentider, encara que en algunes històries és un bufó i el blanc de les bromes i en poques ocasions és rotundament malvat. Les virtuts de la seua personalitat són el seu humor impulsiu i de vegades la seua intel·ligència. Els defectes són usualment l'avarícia i el desig, la imprudència, irreflexivitat i enveja. El coiot sol ser l'antagonista del seu germà Wolf (Llop), qui és savi i de naturalesa bona però propens a cedir davant les incessants demandes del Coiot. En la mitologia Tongva, és el Coiot qui és estafat. Coiot desafia al "Riu" a una carrera. Coyote ix victoriós, però s'esfondra per la fatiga. El riu es riu d'ell i pren el nom d'"Hahamongna", que es diu explica el soroll produït en la part superior del riu Arroyo Seco, que sona com si el riu estiguera rient.
La mitologia moderna del coiot rarament es refereix a les històries del coiot sexualitzat d'algunes tribus del Nord-oest. Mentre que els colonitzadors blancs poden haver-lo sabut, però foren massa tímids per a redreçar aquestes històries, hi ha proves que en les narracions dels escriptors nadius, les publicacions han estat "desinfectades". Aparentment aquests mites van ser suprimits de la història pels europeu-americans més conservadors sexualment parlant, i ara són difícils de trobar. Hi ha referències dels mites sexuals dels coiots encara que de fonts originals de l'època, on un administrador indi pot referenciar els mites i més tard negar-se a contar les històries.
El paper mitològic del Coiot com estafador és la base de l'adopció moderna del coiot pels treballadors sexuals nord-americans en la seua indústria "COYOTE" ("Call Of Your Old Tired Ethics", és a dir, "Obliden de la seua vella i cansada ètica" en anglès), el nom d'un grup establit en 1973 en San Francisco per a defensar als treballadors sexuals en els assumptes polítics i per a ajudar a prostitutes que desitgen deixar el negoci.